# Shahboz Umarov
Shahboz Xusniddin Oʻgʻli Umarov (uzb. cyr. Шаҳбоз Хусниддин Ўғли Умаров, ur. 9 marca 1999 w Boʻka) – uzbecki piłkarz grający na pozycji ofensywnego pomocnika, lewoskrzydłowego, prawoskrzydłowego lub napastnika w kazaskim klubie Ordabasy Szymkent i reprezentacji Uzbekistanu.

## Sukcesy

### Klubowe
AGMK Olmaliq
- Zdobywca Pucharu Uzbekistanu: 2018

BATE Borysów
- Zdobywca Pucharu Białorusi: 2020/2021

Ordabasy Szymkent
- Zdobywca Pucharu Kazachstanu: 2022